# Ingrid Wenz-Gahler

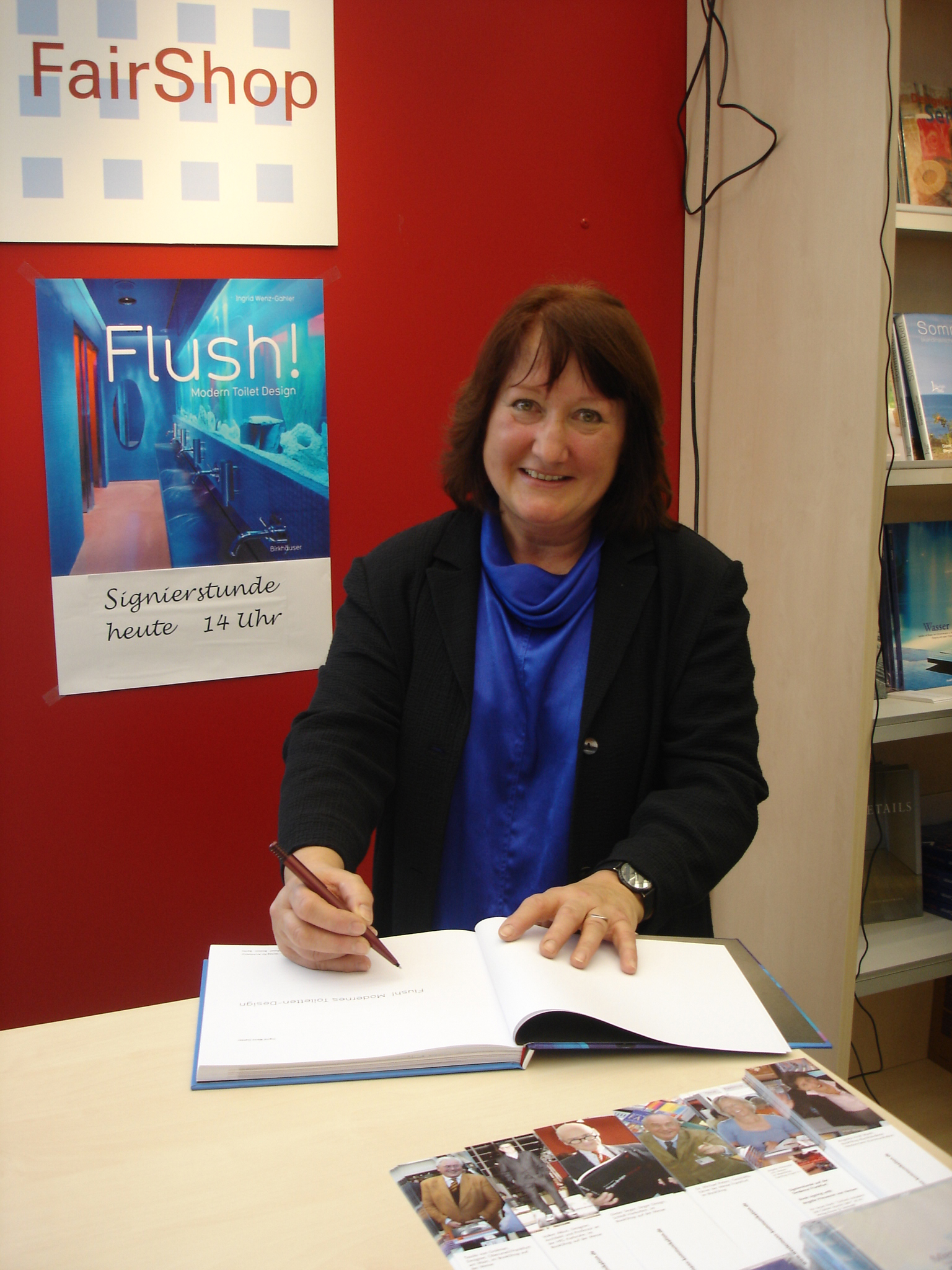
Ingrid Wenz-Gahler bei einer Signierstunde zum Buch Flush!

Ingrid Wenz-Gahler (geb. 1946 in Bitterfeld, Sachsen-Anhalt) ist eine deutsche Innenarchitektin und Fachbuchautorin.

## Werdegang
Ingrid Wenz-Gahler wuchs in Bad Lobenstein in Thüringen auf, wo sie bereits Tecco-Korrespondentin des Kinderradios DDR war. 1960 flüchtete sie mit ihrer Familie in die Bundesrepublik, nach Frankfurt am Main. Dort machte sie ihr Abitur und absolvierte ein Fernstudium für Grafikdesign und Illustration bei der Famous Artists School (Westport CT).
Nach einer Ausbildung zur Industriekauffrau bei der damaligen Hoechst AG in Frankfurt studierte sie Innenarchitektur an der Hochschule Ostwestfalen-Lippe in Detmold. Anschließend war sie als freie Mitarbeiterin in einem Frankfurter Architekturbüro für Messestandgestaltung tätig. Zudem ging sie einer umfangreichen Lehr-, Beratungs- und Vortragstätigkeit nach und hatte drei Lehraufträge an der FH Darmstadt, der FH Wiesbaden und der Uni Gießen.
Seit 1986 arbeitet Wenz-Gahler als Fachjournalistin für Design-, Architektur- und Handelszeitschriften, seit 1995 allerdings überwiegend in Fachzeitschriften für Messen und Events, Buchautorin und Vortragsreferentin. Seit 2013 lebt und arbeitet sie in Süd-Baden.

## Veröffentlichungen
- mit Irene Bonato: SYLT – meine Insel. Ed. altavilla, Tübingen 2006, ISBN 3-938671-03-3.
- Flush! - Modernes Toiletten-Design. Birkhäuser Verlag, Basel 2005, ISBN 3-7643-7181-1.
- Concept Shops. Verlagsanstalt Alexander Koch, Leinfelden-Echterdingen 2002, ISBN 3-87422-644-1.
- Big ideas for small stands. Verlagsanstalt Alexander Koch, Leinfelden-Echterdingen 2002, ISBN 3-87422-648-4.
- Café, Bar, Bistro 2. Verlagsanstalt Alexander Koch, Leinfelden-Echterdingen 1999, ISBN 3-87422-638-7.
- mit R. Wesp: Restaurant-Design. Deutscher Fachverlag, Frankfurt am Main 1995, ISBN 3-87150-678-8.
- Café, Bar, Bistro. Verlagsanstalt Alexander Koch, Leinfelden-Echterdingen 1993, ISBN 3-87422-616-6.
- Messestand-Design. Verlagsanstalt Alexander Koch, Leinfelden-Echterdingen 1995, ISBN 3-87422-622-0.
- Gestaltete Läden 2. Verlagsanstalt Alexander Koch, Leinfelden-Echterdingen 1992, ISBN 3-87422-614-X.
- Gestaltete Läden. Verlagsanstalt Alexander Koch, Leinfelden-Echterdingen 1986, ISBN 3-87422-577-1.
- Lernbereich Wohnen, Teil 1, Andritzky/Sell, rororo, 1979, ISBN 3 499 17247X. Drei Beiträge: Wohnbedürfnisse, Die Küche, Wohnen mit Kindern
- seit 1975 zahlreiche Beiträge in den Zeitschriften: Leben und Erziehen, klasse, kiz, Arbeitsgemeinschaft Wohnberatung, Deutsches Architektenblatt, AIT, md, Design report, VfA, BDIA-Handbuch, DBZ, Frame, handelsjournal, der Augenoptiker, Acquisa, wörkshop, expodata, m+a report, messe + event u. a.